# Hans-Joachim Scheel (Architekt)
Hans-Joachim Scheel (* 30. September 1923; † 1999 in Toronto) war ein deutsch-kanadischer Architekt.

## Leben
Hans-Joachim Scheel wuchs in Hamburg auf und besuchte das traditionsreiche humanistische Gymnasium Johanneum. Als Teil der Hamburger Swing-Jugend (Spitzname „Tommie“) trug er dort demonstrativ kurze Hosen und ein weißes Hemd, wenn das Tragen der Uniform der Hitlerjugend befohlen war. Im Oktober 1940 wurde Scheel von der Gestapo verhaftet und im Stadthaus eingesperrt, verhört und geschlagen. Die Gestapo bezichtigte den 17-Jährigen, der Anführer einer Bande zu sein und an den Unruhen im Curio-Haus teilgenommen zu haben. Er wurde ohne Gerichtsverfahren im SS-Gefängnis Fuhlsbüttel eingesperrt und vom Johanneum relegiert. Scheel entging der Überstellung in ein Konzentrationslager, die viele seiner Freunde aus der Swing-Jugend betraf. Stattdessen konnte er sich „zur Bewährung“ zur Wehrmacht melden. 1945 desertierte er bei Hamburg zur Britischen Armee.
Scheel studierte Architektur und wanderte in den 1950er Jahren nach Kanada aus, wo er sich in Mississauga bei Toronto niederließ. Er war Chefarchitekt bei Kilborn Engineering Ltd. Für seine Entwürfe für technische Architektur und Wasserbau wurde er mehrfach ausgezeichnet. Er war Mitglied des Bund Deutscher Architekten und des Royal Architectural Institute of Canada. Scheel heiratete Grace Redmond, aus der Ehe ging ein Sohn hervor.
In den 1980ern sprach Scheel mehrfach als Zeitzeuge mit Historikern über die Swing-Jugend im Nationalsozialismus, unter anderem mit Michael H. Kater. Der Popkultur-Experte Jon Savage verarbeitete diese Interviews 2007 in seinem Buch Teenage, welches 2013 unter Regie von Matt Wolf als Dokumentarfilm umgesetzt wurde. „Tommie“ Scheel ist in diesem Film eine von vier Hauptpersonen, in den nachgestellten Szenen von Ben Rosenfield dargestellt.

## Bauten und Entwürfe (Auswahl)
- 1971: Staudamm / Stausee in Guelph (Ontario), ausgezeichnet von der Zeitschrift Canadian Architect[7]
- 1972: Wasseraufnahme aus dem Ontario-See in Ajax (Ontario), ausgezeichnet von der Zeitschrift Canadian Architect[7]
- 1991: Enge Zeit, Architektur einer Ausstellung zu vertriebenen und verfolgten Angehörigen der Universität Hamburg im Audimax, Hamburg.[8]
- 1993–1994: Bau-Skulptur, Campus der Universität Hamburg, Hamburg-Rotherbaum, erbaut zum 75-jährigen Jubiläum der Universität.[9]